# 彼得二世 (賽普勒斯)
賽普勒斯的彼得二世，或称胖子彼得（法语：Pierre le Gros），約1357年—1382年10月13日），賽普勒斯國王，1369年至1382年在位。

## 婚姻
1376年，彼得二世與瓦倫蒂娜·維斯孔蒂結婚，兩人沒有子女。彼得去世後，由叔叔雅克繼承王位。